# جبال تبسة
جبال تبسة هي سلسلة جبال تقع بين الجزائر وتونس في المنطقة الحدودية بين البلدين وتشكل جزءًا من الأطلس الصحراوي، وتتميز ببساطة الروابط وقصر طولها وانقطاعها وتنوع اتجاهها. تحيط بمدينة تبسة.

## جغرافيا
تقع جبال تبسة، التي هي جزء من الأطلس الصحراوي، بين سلسلة جبال الظهير التونسي إلى الشمال الشرقي وجبال النمامشة في الجنوب الغربي.